# Kryonéri (Achaïe)
Pour les articles homonymes, voir Kryonéri.
Kryonéri (grec moderne : Κρυονέρι) est une localité située dans le dème de Kalávryta, dans le district régional d'Achaïe, dans la périphérie de Grèce-Occidentale, en Grèce.
Selon le recensement de 2021, elle compte 66 habitants.